# Линейное отображение
Лине́йное отображе́ние — обобщение линейной числовой функции (точнее, функции {\displaystyle y=kx}) с вещественных чисел на евклидовы пространства более высокой размерности, а также на произвольные векторные пространства. Является центральным понятием линейной алгебры.
Линейные отображения, в отличие от нелинейных, достаточно хорошо исследованы, что позволяет успешно применять результаты общей теории, так как их свойства не зависят от природы величин.
Являются частным случаем гомоморфизмов модулей. Линейные отображения из пространства в себя обычно называются линейными операторами или линейными преобразованиями.

## Определение
Линейным отображением векторного пространства {\displaystyle V} над полем {\displaystyle K} в векторное пространство {\displaystyle W} над тем же полем называется отображение
{\displaystyle f\colon V\to W},
удовлетворяющее условиям линейности
1. {\displaystyle f(x+y)=f(x)+f(y)}
2. {\displaystyle f(\alpha x)=\alpha f(x)}

для всех {\displaystyle x,y\in V} и {\displaystyle \alpha \in K}.
Если {\displaystyle W=V}, то {\displaystyle f} называется линейным оператором или линейным преобразованием пространства {\displaystyle V}. Если выполняется только первое свойство, то отображение {\displaystyle f} называется аддитивным.

## Пространство линейных отображений
Если определить операции сложения и умножения на скаляр из основного поля {\displaystyle K} как
- {\displaystyle (f+g)(x)=f(x)+g(x)\quad \forall x\in V}
- {\displaystyle (kf)(x)=kf(x)\quad \forall x\in V,\forall k\in K}

то множество всех линейных отображений из {\displaystyle V} в {\displaystyle W} представит собой векторное пространство, которое обычно обозначается как {\displaystyle {\mathcal {L}}(V,W)}.

### Ограниченные линейные операторы. Норма оператора
Если векторные пространства {\displaystyle V} и {\displaystyle W} являются линейными топологическими пространствами, то есть на них определены топологии, относительно которых операции этих пространств непрерывны, то можно определить понятие ограниченного оператора: линейный оператор называется ограниченным, если он переводит ограниченные множества в ограниченные (в частности, все непрерывные операторы ограничены). В частности, в нормированных пространствах множество ограничено, если норма любого его элемента ограничена, следовательно, в этом случае оператор называется ограниченным, если существует число N такое что {\displaystyle \forall x\in V,\|Ax\|_{W}\leqslant N\|x\|_{V}}. Можно показать, что в случае нормированных пространств непрерывность и ограниченность операторов эквивалентны. Наименьшая из постоянных N, удовлетворяющая указанному выше условию, называется нормой оператора:
{\displaystyle \|A\|=\sup _{\|x\|\not =0}{\frac {\|Ax\|}{\|x\|}}=\sup _{\|x\|=1}{\|Ax\|}.}
Введение нормы операторов позволяет рассматривать пространство линейных операторов как нормированное линейное пространство (можно проверить выполнение соответствующих аксиом для введённой нормы). Если пространство {\displaystyle W} — банахово, то и пространство линейных операторов тоже банахово.

## Обратный оператор
Оператор {\displaystyle A^{-1}} называется обратным линейному оператору {\displaystyle A}, если выполняется соотношение:
{\displaystyle A^{-1}A=AA^{-1}=1}
Оператор {\displaystyle A^{-1}}, обратный линейному оператору {\displaystyle A}, также является линейным оператором. Если {\displaystyle A} — линейный непрерывный оператор, отображающий одно банахово пространство (или F-пространство) в другое, то и обратный оператор тоже является линейным непрерывным оператором.

## Матрица линейного отображения
Матрица линейного отображения — матрица, выражающая линейное отображение в некотором базисе. Для того, чтобы её получить, необходимо подействовать отображением на векторы базиса и координаты полученных векторов (образов базисных векторов) записать в столбцы матрицы.
Матрица отображения аналогична координатам вектора. При этом действие отображения на вектор равносильно умножению матрицы на столбец координат этого вектора в том же базисе.
Выберем базис {\displaystyle \mathbf {e} _{k}}. Пусть {\displaystyle \mathbf {x} } — произвольный вектор. Тогда его можно разложить по этому базису:
{\displaystyle \mathbf {x} =x^{k}\mathbf {e} _{k}},
где {\displaystyle x^{k}} — координаты вектора {\displaystyle \mathbf {x} } в выбранном базисе.
Здесь и далее предполагается суммирование по немым индексам.
Пусть {\displaystyle \mathbf {A} } — произвольное линейное отображение. Подействуем им на обе стороны предыдущего равенства, получим
{\displaystyle \mathbf {Ax} =x^{k}\mathbf {Ae} _{k}}.
Вектора {\displaystyle \mathbf {Ae} _{k}} также разложим в выбранном базисе, получим
{\displaystyle \mathbf {Ae} _{k}=a_{k}^{j}\mathbf {e} _{j}},
где {\displaystyle a_{k}^{j}} — {\displaystyle j}-я координата {\displaystyle k}-го вектора из {\displaystyle \mathbf {Ae} _{k}}.
Подставим разложение в предыдущую формулу, получим
{\displaystyle \mathbf {Ax} =x^{k}a_{k}^{j}\mathbf {e} _{j}=(a_{k}^{j}x^{k})\mathbf {e} _{j}}.
Выражение {\displaystyle a_{k}^{j}x^{k}}, заключённое в скобки, есть не что иное, как формула умножения матрицы на столбец, и, таким образом, матрица {\displaystyle a_{k}^{j}} при умножении на столбец {\displaystyle x^{k}} даёт в результате координаты вектора {\displaystyle \mathbf {Ax} }, возникшего от действия оператора {\displaystyle \mathbf {A} } на вектор {\displaystyle \mathbf {x} }, что и требовалось получить.
 Комментарий: Если в полученной матрице поменять местами пару столбцов или строк, то мы, вообще говоря, получим уже другую матрицу, соответствующую тому же набору базисных элементов {\displaystyle \mathbf {e} _{k}}. Иными словами, порядок базисных элементов предполагается строго упорядоченным.

### Пример преобразования

Векторы представлены как матрица 2 x 2, образованная сторонами соответствующего единичного квадрата, трансформируемого в параллелограмм.

Рассмотрим в качестве примера матрицу размера 2×2 следующего вида
{\displaystyle \mathbf {A} ={\begin{bmatrix}a&c\\b&d\end{bmatrix}}\,}
может быть рассмотрена как матрица преобразования единичного квадрата в параллелограмм с вершинами {\displaystyle (0,0)}, {\displaystyle (a,b)}, {\displaystyle (a+c,b+d)}, и {\displaystyle (c,d)}.
Параллелограмм, показанный на рисунке справа получается путём умножения матрицы A на каждый вектор-столбец {\displaystyle {\begin{bmatrix}0\\0\end{bmatrix}},{\begin{bmatrix}1\\0\end{bmatrix}},{\begin{bmatrix}1\\1\end{bmatrix}}} и {\displaystyle {\begin{bmatrix}0\\1\end{bmatrix}}}. Эти векторы соответствуют вершинам единичного квадрата.
В следующей таблице приведены примеры матриц 2 × 2 над вещественными числами с соответствующими им линейными преобразованиями R2. Синим цветом обозначена исходная координатная сетка, а зелёным — трансформированная. Начало координат {\displaystyle (0,0)} обозначено чёрной точкой.
| Горизонтальный сдвиг (m=1.25)                             | Горизонтальное отражение                                | Гиперболический поворот (r=3/2)                            | Гомотетия (3/2)                                            | Поворот (π/6R = 30°)                                                                                                |
| {\displaystyle {\begin{bmatrix}1&1.25\\0&1\end{bmatrix}}} | {\displaystyle {\begin{bmatrix}-1&0\\0&1\end{bmatrix}}} | {\displaystyle {\begin{bmatrix}3/2&0\\0&2/3\end{bmatrix}}} | {\displaystyle {\begin{bmatrix}3/2&0\\0&3/2\end{bmatrix}}} | {\displaystyle {\begin{bmatrix}\cos(\pi /6^{R})&-\sin(\pi /6^{R})\\\sin(\pi /6^{R})&\cos(\pi /6^{R})\end{bmatrix}}} |
|                                                           |                                                         |                                                            |                                                            | |

## Важные частные случаи
- Линейная форма — линейное отображение, для которого {\displaystyle W=K}:
    {\displaystyle f\colon V\to K}
- Линейный эндоморфизм — линейное отображение, для которого {\displaystyle V=W}(оператор):
    {\displaystyle f\colon V\to V}
- Тождественный оператор (единичный оператор)— оператор {\displaystyle x\mapsto x}, отображающий каждый элемент пространства в себя; норма такого оператора равна единице (для нормированных пространств)
- Нулевое отображение — оператор, переводящий каждый элемент {\displaystyle V} в нулевой элемент {\displaystyle W}.
- Проектор — оператор сопоставляющий каждому {\displaystyle x} его проекцию на подпространство.
- Сопряжённое отображение к отображению {\displaystyle A\in L(V)} — отображение {\displaystyle A^{*}} на {\displaystyle V^{*}}, заданное соотношением {\displaystyle A^{*}f(x):=f(Ax)}.
- Самосопряжённый оператор — оператор на гильбертовом пространстве, совпадающий со своим сопряжённым оператором. Иногда такие операторы называют гипермаксимальными эрмитовыми.
- Эрмитов (или симметрический) оператор — такой оператор {\displaystyle A}, определённый на подпространстве гильбертова пространства, что {\displaystyle (Ax,y)=(x,Ay)} для всех пар {\displaystyle x,y} из области определения {\displaystyle A}. Для всюду определённых операторов данное свойство совпадает с самосопряжённостью.
- Унитарный оператор — оператор, область определения и область значений которого — всё пространство, сохраняющий скалярное произведение {\displaystyle (Ax,Ay)=(x,y)}; в частности, унитарный оператор сохраняет норму любого вектора {\displaystyle \|Ax\|={\sqrt {(Ax,Ax)}}={\sqrt {(x,x)}}=\|x\|}. Оператор, обратный унитарному, совпадает с сопряжённым оператором {\displaystyle A^{-1}=A^{*}}; норма унитарного оператора равна 1; в случае вещественного поля К унитарный оператор называют ортогональным.

## Связанные понятия
- Ядром линейного отображения {\displaystyle f\colon V\to W} называется подмножество {\displaystyle V}, которое отображается в нуль:
{\displaystyle {\mbox{Ker}}\,f=\{x\in V\mid f(x)=0\}}

Ядро линейного отображения образует подпространство в линейном пространстве {\displaystyle V}.
- Образом линейного отображения {\displaystyle f} называется следующее подмножество {\displaystyle W}:

{\displaystyle {\mbox{Im}}\,f=\{f(x)\in W\mid x\in V\}}

Образ линейного отображения образует подпространство в линейном пространстве {\displaystyle W}.
- Образом подмножества[3] {\displaystyle M\subset V} относительно линейного преобразования A называется множество {\displaystyle AM=\{Ax:x\in M\}}.

- Отображение {\displaystyle f\colon V\times U\to W} прямого произведения линейных пространств {\displaystyle V} и {\displaystyle U} в линейное пространство {\displaystyle W} называется билинейным, если оно линейно по обоим своим аргументам. Отображение прямого произведения большего числа линейных пространств {\displaystyle f\colon A_{1}\times \dots \times A_{n}\to B} называется полилинейным, если оно линейно по всем своим аргументам.
- Оператор {\displaystyle {\tilde {L}}} называется линейным неоднородным (или аффинным), если он имеет вид
{\displaystyle {\tilde {L}}=L+v}

где {\displaystyle L} — линейный оператор, а {\displaystyle v} — вектор.
- Пусть {\displaystyle A:V\to V}. Подпространство {\displaystyle M\subset V} называется инвариантным относительно линейного отображения, если {\displaystyle \forall x\in M,Ax\in M}[4].

Критерий инвариантности. Пусть {\displaystyle M\subset X} — подпространство,такое что {\displaystyle X} разлагается в прямую сумму: {\displaystyle X=M\oplus N}. Тогда {\displaystyle M} инвариантно относительно линейного отображения {\displaystyle A} тогда и только тогда, когда {\displaystyle P_{M}AP_{M}=AP_{M}}, где {\displaystyle P_{M}} — проектор на подпространство {\displaystyle M}.
- Фактор-операторы[5]. Пусть {\displaystyle A:V\to V} — линейный оператор и пусть {\displaystyle M} — некоторое инвариантное относительно этого оператора подпространство. Образуем факторпространство {\displaystyle V/\,{\overset {M}{\sim }}} по подпространству {\displaystyle M}. Тогда фактор-оператором называется оператор {\displaystyle A^{+}} действующий на {\displaystyle V/\,{\overset {M}{\sim }}} по правилу: {\displaystyle \forall x^{+}\in V/\,{\overset {M}{\sim }},A^{+}x^{+}=[Ax]}, где {\displaystyle [Ax]} — класс из факторпространства, содержащий {\displaystyle Ax}.
- Между двойственными пространствами задано идущее в обратную сторону двойственное отображение.

## Примеры
Примеры линейных однородных операторов:
- оператор дифференцирования: {\displaystyle L\{x(\cdot )\}=y(t)={\frac {dx(t)}{dt}}};
- оператор интегрирования: {\displaystyle y(t)=\int \limits _{0}^{t}\!x(\tau )\,d\tau };
- оператор умножения на определённую функцию {\displaystyle \varphi (t)\colon y(t)=\varphi (t)x(t)};
- оператор интегрирования с заданным «весом» {\displaystyle \varphi (t)\colon y(t)=\int \limits _{0}^{t}\!x(\tau ){\varphi }(\tau )\,d\tau }
- оператор взятия значения функции {\displaystyle f} в конкретной точке {\displaystyle x_{0}}: {\displaystyle L\{f\}=f(x_{0})}[6];
- оператор умножения вектора на матрицу: {\displaystyle b=Ax};
- оператор поворота вектора.

Примеры линейных неоднородных операторов:
- Любое аффинное преобразование;
- {\displaystyle y(t)={\frac {dx(t)}{dt}}+\varphi (t)};
- {\displaystyle y(t)=\int \limits _{0}^{t}\!x(\tau )\,d\tau +\varphi _{1}(t)};
- {\displaystyle y(t)=\varphi _{1}(t)x(t)+\varphi _{2}(t)};

где {\displaystyle \varphi (t)}, {\displaystyle \varphi _{1}(t)}, {\displaystyle \varphi _{2}(t)} — вполне определённые функции, а {\displaystyle x(t)} — преобразуемая оператором функция.